# В шоу только девушки
«В шоу только девушки» (англ. Connie and Carla, букв. рус. «Конни и Карла») — американская музыкальная комедия 2004 года с участием Ниа Вардалос, Тони Коллетт, Дэвида Духовны и Дебби Рейнольдс. Фильм включает песни из многих известных мюзиклов, таких как «Оклахома!», «Иисус Христос — суперзвезда», «Кошки», «Эвита», «Кабаре» и других.

## Сюжет
Неудачливые артистки варьете Конни и Карла случайно становятся свидетельницами убийства, совершённого мафией. Подруги вынуждены бежать из родного Чикаго и скрываться в Лос-Анджелесе, где они устраиваются на работу в гей-клуб, выдавая себя за мужчин в женских сценических образах. Их шоу быстро набирает популярность, и скрывать тайну становится всё труднее. А главных героинь разыскивает не только мафия, но и бывшие бойфренды — Эл и Майки. Тем временем, Конни влюбляется в Джеффа — натурала, пытающегося наладить отношения со своим братом-трансвеститом Робертом.

## В ролях
| Актёр            | Персонаж        |
| ---------------- | --------------- |
| Ниа Вардалос     | Конни           |
| Тони Коллетт     | Карла           |
| Дэвид Духовны    | Джефф           |
| Иэн Гомес        | Стэнли          |
| Дебби Рейнольдс  | Дебби Рейнольдс |
| Стивен Спинелла  | Роберт          |
| Алек Мапа        | Ли              |
| Кристофер Логан  | Брайан          |
| Роберт Кайзер    | Пол             |
| Роберт Джон Берк | Руди            |
| Борис Макгивер   | Тибор           |
| Ник Сэндоу       | Эл              |
| Дэш Майхок       | Майки           |
| Грег Гранберг    | Гид             |
| Бриттни Уилсон   | Карла в детстве |